# Giornata europea dei mari
La giornata europea dei mari è una festività annuale organizzata dall'Unione europea per sensibilizzare i cittadini sul ruolo fondamentale dei mari e degli oceani nell'ecosistema mondiale.

## Storia
Nell'ottobre 2007 La Commissione europea propose al Consiglio europeo del 14 dicembre 2007 una politica marittima integrata. L'obiettivo della proposta era quello di promuovere sinergie e di risolvere insieme i potenziali conflitti attinenti alle politiche marittime.
Il 15 maggio 2008 i tre presidenti del Consiglio dell'Unione europea, della Commissione europea e del Parlamento europeo istituirono a Strasburgo la giornata europea dei mari da celebrarsi il 20 maggio di ogni anno. Ogni anno, a prossimità di quella data, viene organizzata una conferenza per dibattere delle questioni legate ai mari, agli oceani e a tutto quello che è afferente alle questioni marittime. Nel 2008, il 19 e 20 maggio fu organizzata una conferenza a Bruxelles il cui tema verteva sull'approccio regionale all'attuazione della politica marittima.
La giornata non va confusa con la Giornata mondiale degli oceani proposta dal Canada durante il Summit della Terra di Rio de Janeiro nel 1992 e poi istituita dall'Organizzazione delle Nazioni Unite che iniziò a celebrarla ufficialmente a partire dall'8 giugno 2009.